# Bandai-Asahi-Nationalpark
Der Bandai-Asahi-Nationalpark (japanisch 磐梯朝日国立公園 Bandai Asahi kokuritsu kōen) ist ein japanischer Nationalpark in den Präfekturen Fukushima, Yamagata und Niigata der Region Tōhoku auf der Insel Honshū in Japan. Er hat eine Fläche von 1870,41 km² und ist damit der drittgrößte Nationalpark Japans. Er wurde am 5. September 1950 gegründet. Das Parkgebiet teilt sich auf in eine besonders geschützte, besondere und gewöhnliche Schutzzone.

## Geografie
Der Nationalpark besteht aus drei räumlich voneinander getrennten Teilgebieten.
Das südliche Teilgebiet (Bandai-Azuma-Inawashiro) wird von der Bandai-Vulkangruppe und dem Azuma-yama geprägt. Im Zuge eines Ausbruchs des Bandai 1888 bildeten sich mehrere Seen, die von Touristen über einen Wanderweg aufgesucht werden können. Zudem befindet sich hier der Inawashiro-See, Japans viertgrößter.
Der nördlichste Teil wird von den Drei Bergen von Dewa – Gassan, Haguro und Yudono – geprägt. Der Schichtvulkan Gassan erreicht eine Höhe von 1984 Metern. Diese Berge werden von den Angehörigen der Shugendō-Religion als heilig betrachtet. Die Schreine dieser Religion, die sich auf den Bergen befinden, werden von zahlreichen Pilgern besucht.
Im südwestlichen Teilgebiet befinden sich gleich fünf Berge, die höher als 2000 Meter sind: Dainichi (2128 m), Iide (2105 m), Eboshi (2017 m), Kitamata (2025 m) und Onishi (2013 m). Auf diesen Bergen liegt weite Teile des Jahres hindurch Schnee.

## Pflanzen- und Tierwelt
Im Nationalpark kommen u. a. Kragenbär, Sikahirsch und Serau vor. Die Landschaft prägende Baumarten sind die Schirmtanne, die Hinoki-Scheinzypresse, die Sicheltanne und der Hiba-Lebensbaum. Typische Blumenarten sind die Arnika-Art Arnica unalaschcensis und die endemische Trollblume Trollius hondoensis. In moorigen Gegenden im Norden des Parks kommt die Orchideenart Habenaria radiata vor.

## Tourismus
Innerhalb eines Jahres haben zuletzt (2013) 7,35 Millionen Personen den Nationalpark besucht.

## Galerie

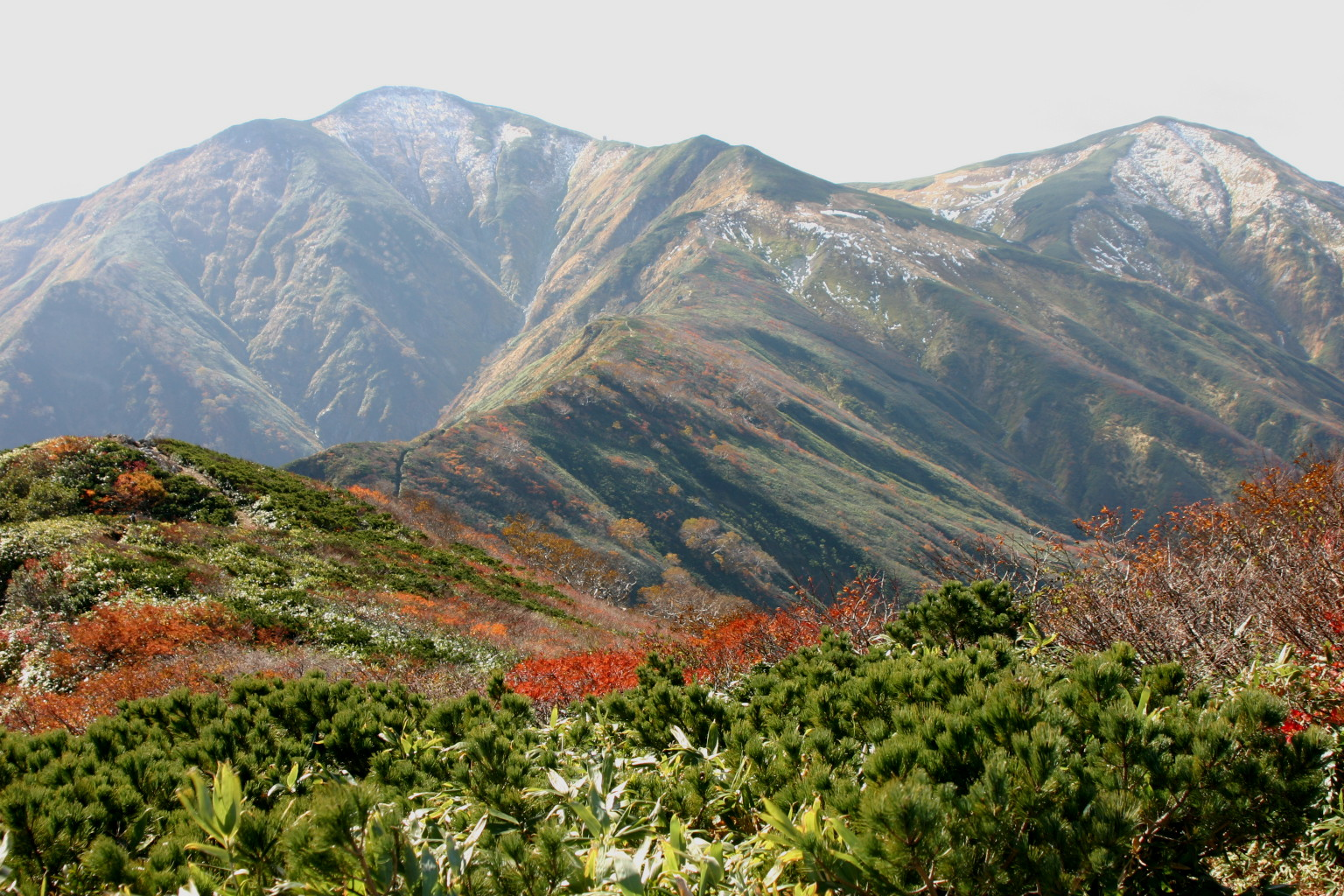
Blick auf den Ōasahi-dake
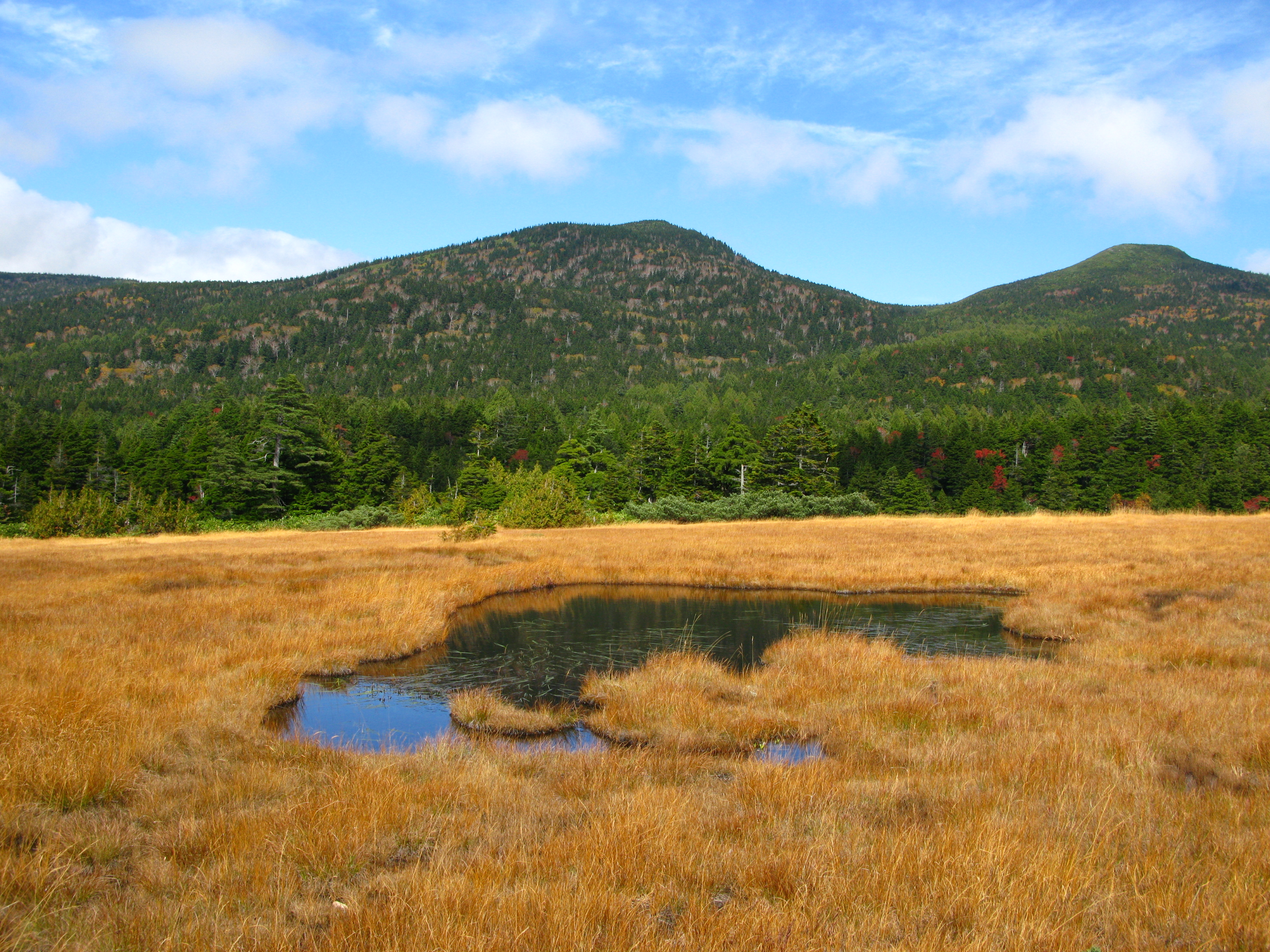
Moor mit Blick auf den Syōgen-san
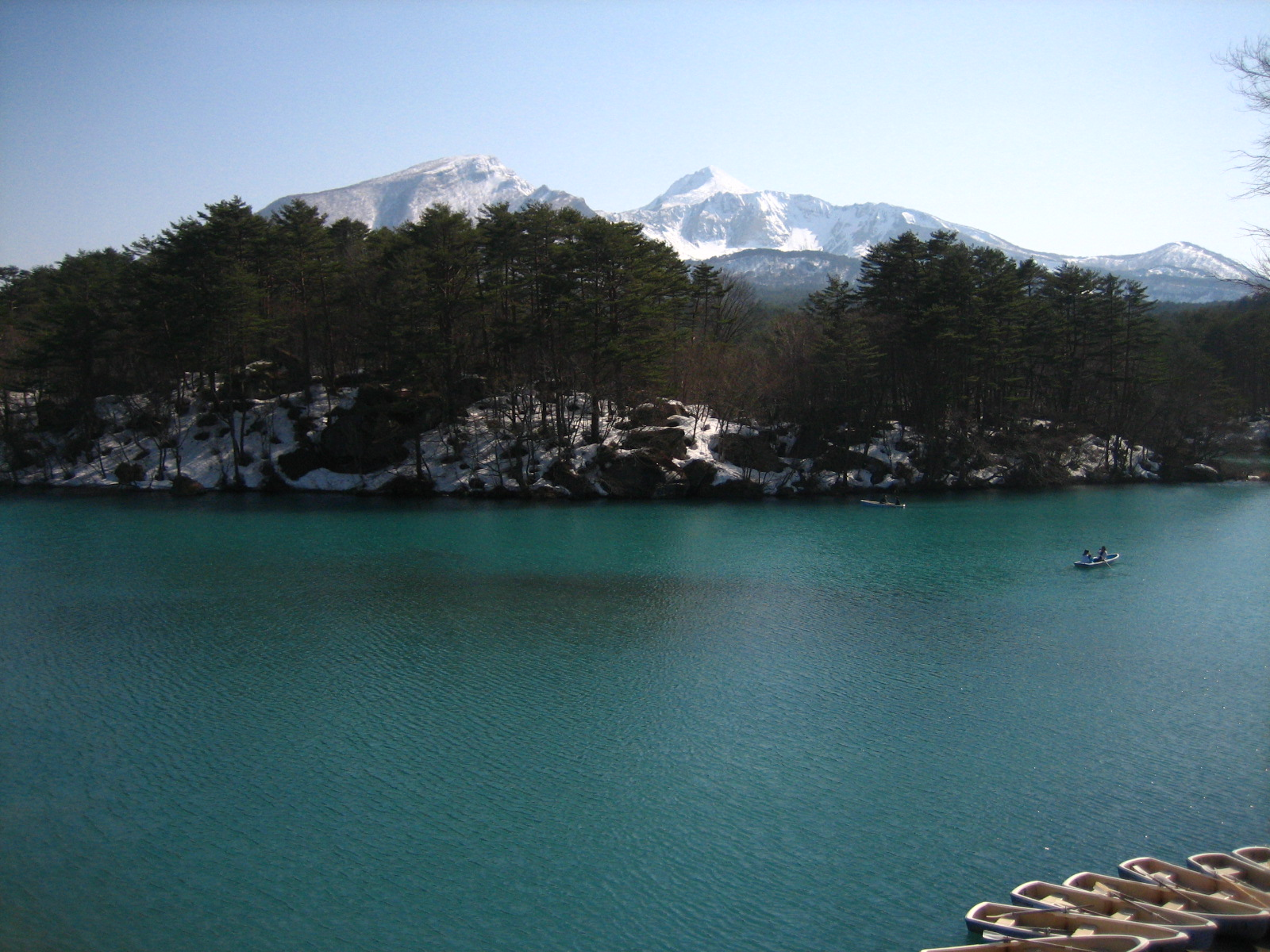
Blick auf den Bandai mit dem See Bishamon im Vordergrund
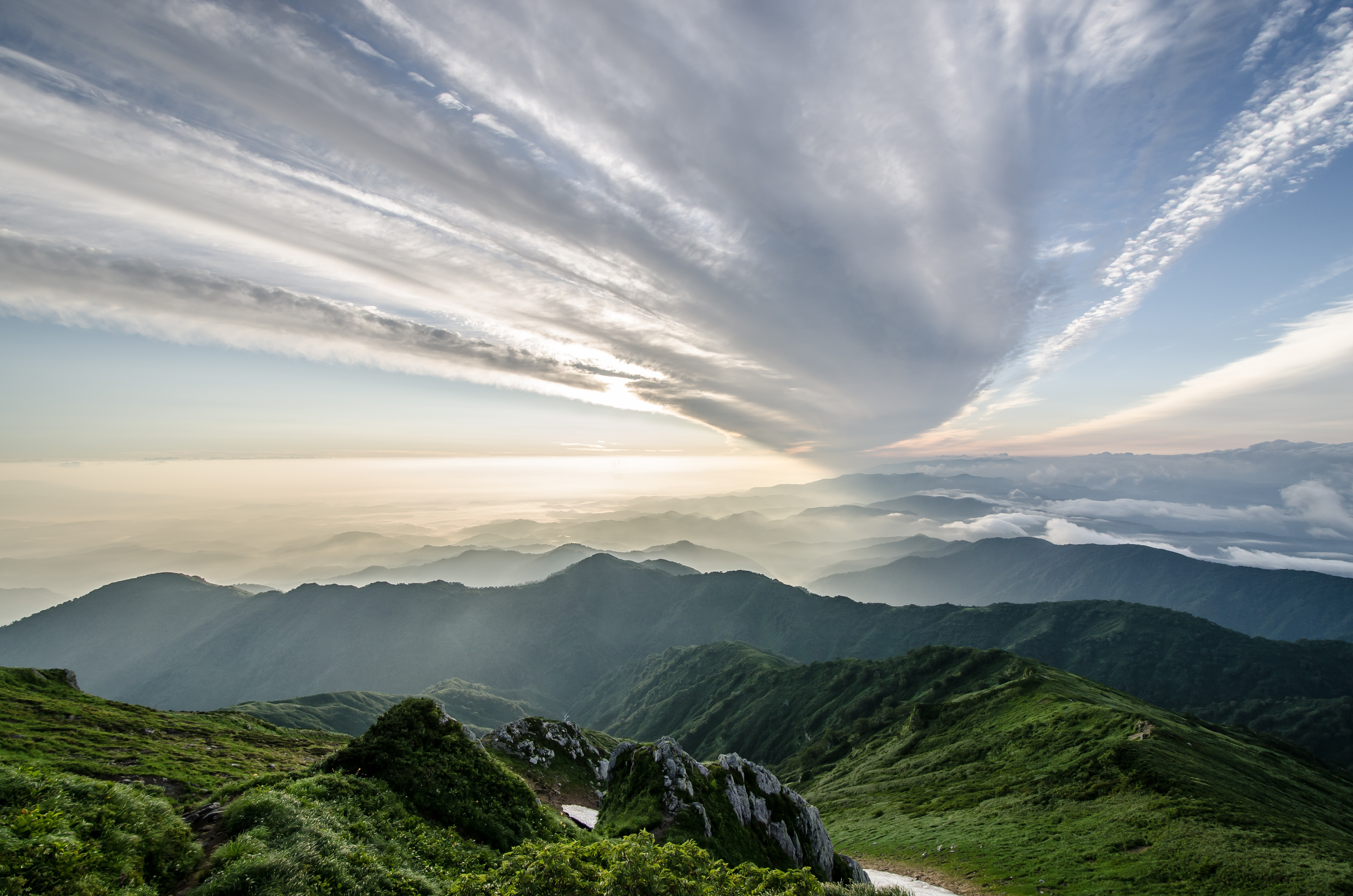
Iide-Gebirge